# Skaistgirys
Skaistgirys är en ort i Litauen. Den ligger i den norra delen av landet, 210 km nordväst om huvudstaden Vilnius. Skaistgirys ligger 65 meter över havet och antalet invånare är 964.
Terrängen runt Skaistgirys är platt. Runt Skaistgirys är det ganska glesbefolkat, med 28 invånare per kvadratkilometer. Närmaste större samhälle är Joniškis, 15,9 km sydost om Skaistgirys. Trakten runt Skaistgirys består till största delen av jordbruksmark.